# Rutzhofen
Rutzhofen (westallgäuerisch: Ruədshofə) ist ein Gemeindeteil der bayerisch-schwäbischen Gemeinde Stiefenhofen im Landkreis Lindau (Bodensee). 

## Geographie
Das Dorf liegt circa 1,5 Kilometer nordwestlich des Hauptorts Stiefenhofen und zählt zur Region Westallgäu. Der Ort befindet sich nordöstlich des Balzerbergs.

## Ortsname
Der Ortsname setzt sich aus dem Personennamen Ruodhart sowie dem Grundwort -hofen zusammen und bedeutet Hof/Höfe des Ruodhart.

## Geschichte
Rutzhofen wurde erstmals im Jahr 1174 urkundlich als Ruthartishofen erwähnt. 1770 fand die Vereinödung in Rutzhofen mit 18 Teilnehmern statt. Im Jahr 1908 wurde die Sennereigenossenschaft Mittelhofen-Rutzhofen im Ort gegründet.